# Championnats du monde juniors de patinage artistique 1976
Navigation
Édition suivante
Les Championnats du monde juniors de patinage artistique 1976 ont lieu du 10 au 13 mars 1976 au palais des sports de Megève en France. 
Le nom officiel de ces premiers mondiaux juniors était à l'époque Championnats ISU juniors de patinage artistique.

## Qualifications
Les patineurs sont éligibles à l'épreuve s'ils représentent une nation membre de l'Union internationale de patinage (International Skating Union en anglais) et s'ils ont moins de 19 ans avant le 1er juillet 1975, sauf pour les messieurs qui participent au patinage en couple et à la danse sur glace où l'âge maximum est de 21 ans. Les fédérations nationales sélectionnent leurs patineurs en fonction de leurs propres critères.

## Podiums
| Épreuves                            | Or                               | Argent                            | Bronze                         |
| ----------------------------------- | -------------------------------- | --------------------------------- | ------------------------------ |
| Messieurs résultats détaillés       | Mark Cockerell                   | Takashi Mura                      | Brian Pockar                   |
| Dames résultats détaillés           | Suzie Brasher                    | Garnet Ostermeier                 | Tracy Solomons                 |
| Couples résultats détaillés         | Sherri Baier / Robin Cowan       | Lorene Mitchell / Donald Mitchell | Elizabeth Cain / Peter Cain    |
| Danse sur glace résultats détaillés | Kathryn Winter / Nicholas Slater | Denise Best / David Dagnell       | Martine Olivier / Yves Tarayre |

## Tableau des médailles
| Rang  | Nation               | Or | Argent | Bronze | Total |
| ----- | -------------------- | -- | ------ | ------ | ----- |
| 1     | États-Unis           | 2  | 1      | 0      | 3     |
| 2     | Royaume-Uni          | 1  | 1      | 1      | 3     |
| 3     | Canada               | 1  | 0      | 1      | 2     |
| 4     | Allemagne de l'Ouest | 0  | 1      | 0      | 1     |
| 4     | Japon                | 0  | 1      | 0      | 1     |
| 6     | Australie            | 0  | 0      | 1      | 1     |
| 6     | France               | 0  | 0      | 1      | 1     |
| Total | Total                | 4  | 4      | 4      | 12    |

## Détails des compétitions

### Messieurs
| Rang | Nom                      | Nation               | Places | Points | Fig. impo. | Prog. court | Prog. libre |
| ---- | ------------------------ | -------------------- | ------ | ------ | ---------- | ----------- | ----------- |
| 1    | Mark Cockerell           | États-Unis           | 11     | 172.42 | 4          | 3           | 1           |
| 2    | Takashi Mura             | Japon                | 24     | 165.70 | 9          | 2           | 2           |
| 3    | Brian Pockar             | Canada               | 23     | 166.62 | 1          | 1           | 5           |
| 4    | Norbert Schramm          | Allemagne de l'Ouest | 40     | 159.80 | 7          | 4           | 3           |
| 5    | Andrew Bestwick          | Royaume-Uni          | 48     | 158.10 | 13         | 5           | 4           |
| 6    | Stephan Bril             | Allemagne de l'Ouest | 57     | 155.72 | 5          | 7           | 7           |
| 7    | Patrice Macrez           | France               | 71     | 151.76 | 12         | 6           | 6           |
| 8    | Pierre Lamine            | France               | 79     | 150.50 | 6          | 10          | 8           |
| 9    | Shinji Someya            | Japon                | 74.5   | 150.34 | 3          | 12          | 10          |
| 10   | Jozef Sabovčík           | Tchécoslovaquie      | 87     | 148.88 | 11         | 9           | 9           |
| 11   | Daniel Fuerer            | Suisse               | 92.5   | 146.18 | 2          | 8           | 15          |
| 12   | Gerald Schranz           | Autriche             | 102    | 143.04 | 10         | 11          | 11          |
| 13   | Helmut Kristofics-Binder | Autriche             | 123    | 137.32 | 8          | 16          | 14          |
| 14   | Michael Pasfield         | Australie            | 119    | 136.60 | 17         | 13          | 12          |
| 15   | Francis Demarteau        | Belgique             | 140    | 131.02 | 18         | 14          | 13          |
| 16   | Adrian Vasile            | Roumanie             | 143    | 127.74 | 15         | 15          | 17          |
| 17   | Miljan Begović           | Yougoslavie          | 143    | 127.30 | 16         | 18          | 16          |
| 18   | Jeremy Dowson            | Afrique du Sud       | 166    | 114.98 | 19         | 17          | 18          |
| 19   | Marc Franquet            | Belgique             | 167    | 114.38 | 14         | 19          | 19          |

### Dames
| Rang    | Nom                  | Nation               | Places | Points | Fig. impo. | Prog. court | Prog. libre |
| ------- | -------------------- | -------------------- | ------ | ------ | ---------- | ----------- | ----------- |
| 1       | Suzie Brasher        | États-Unis           | 11     | 174.22 | 1          | 2           | 1           |
| 2       | Garnet Ostermeier    | Allemagne de l'Ouest | 16     | 169.80 | 3          | 1           | 2           |
| 3       | Tracy Solomons       | Royaume-Uni          | 31     | 162.82 | 2          | 4           | 4           |
| 4       | Christa Jorda        | Autriche             | 35     | 160.94 | 4          | 7           | 3           |
| 5       | Shinobu Watanabe     | Japon                | 47     | 156.68 | 7          | 3           | 6           |
| 6       | Choo Young-soon      | Corée du Sud         | 60     | 151.66 | 5          | 5           | 8           |
| 7       | Sanda Dubravčić      | Yougoslavie          | 63     | 151.08 | 12         | 8           | 5           |
| 8       | Renata Baierová      | Tchécoslovaquie      | 70     | 148.08 | 11         | 6           | 7           |
| 9       | Christine Eicher     | Suisse               | 72     | 147.46 | 6          | 9           | 10          |
| 10      | Vicki Holland        | Australie            | 94     | 135.20 | 15         | 11          | 9           |
| 11      | Genevieve Schoumaker | Belgique             | 106    | 128.44 | 13         | 13          | 12          |
| 12      | Sylvia Doulat        | France               | 112    | 125.78 | 9          | 10          | 14          |
| 13      | Irina Nichifolov     | Roumanie             | 113    | 125.12 | 14         | 12          | 11          |
| 14      | Herma van der Horst  | Pays-Bas             | 115    | 127.26 | 10         | 14          | 13          |
| 15      | Evelina Panova       | Bulgarie             | 135    | 112.58 | 16         | 15          | 15          |
| Abandon | Franca Bianconi      | Italie               |        |        | 8          |             |             |

### Couples
| Rang | Nom                                | Nation          | Places | Points | Prog. court | Prog. libre |
| ---- | ---------------------------------- | --------------- | ------ | ------ | ----------- | ----------- |
| 1    | Sherri Baier / Robin Cowan         | Canada          | 9      | 128.39 | 1           | 1           |
| 2    | Lorene Mitchell / Donald Mitchell  | États-Unis      | 16     | 124.94 | 2           | 2           |
| 3    | Elizabeth Cain / Peter Cain        | Australie       | 33     | 116.67 | 4           | 3           |
| 4    | Jana Bláhová / Luděk Feňo          | Tchécoslovaquie | 36     | 113.74 | 5           | 4           |
| 5    | Sabine Fuchs / Xavier Videau       | France          | 39     | 114.12 | 3           | 5           |
| 6    | Karen Wood / Stephen Baker         | Royaume-Uni     | 55     | 100.33 | 7           | 6           |
| 7    | Catherine Brunet / Philippe Brunet | France          | 62     | 94.27  | 6           | 7           |

### Danse sur glace
| Rang | Nom                                   | Nation      | Places | Points | Danses imposées | Danse libre |
| ---- | ------------------------------------- | ----------- | ------ | ------ | --------------- | ----------- |
| 1    | Kathryn Winter / Nicholas Slater      | Royaume-Uni | 9      | 176.22 | 1               | 1           |
| 2    | Denise Best / David Dagnell           | Royaume-Uni | 18     | 167.50 | 2               | 3           |
| 3    | Martine Olivier / Yves Tarayre        | France      | 31     | 162.96 | 4               | 2           |
| 4    | Anne-Sophie Druet / Laurent Mazarguil | France      | 32     | 161.20 | 3               | 4           |
| 5    | Claudia Koch / Roland Schranz         | Autriche    | 47     | 154.28 | 5               | 5           |
| 6    | Manuela Masserenz / Roberto Pelizzola | Italie      | 52     | 149.42 | 6               | 6           |
| 7    | Rossella Rossio / Carlo Pavesi        | Italie      | 63     | 141.86 | 7               | 7           |
| 8    | Sabine Köppe / Ernst Köppe            | Autriche    | 72     | 131.34 | 8               | 8           |